# ReBirth RB-338
ReBirth RB-338 è un software musicale di Propellerhead Software che simula tre ben noti devices di casa Roland:
- Roland TB-303 bass line syntetizer
- Roland TR-808 rhythm composer
- Roland TR-909 rhythm composer

La lunga e considerevole influenza di questi strumenti elettronici si riscontrava dal pop contemporaneo all'hip-hop, dall'R'B alla musica elettronica.
Il 1997 segnò il declino di questi devices dopo oltre un decennio dalla loro produzione. Ad ogni modo diedero un'impronta significativa alla produzione musicale dalla fine degli anni ottanta lungo tutto un decennio, essendo successivamente soppiantati da una nuova generazione di strumenti che ne ripresero le funzioni e le innovarono. Ebbero un seguito di fan molto nutrito per la loro particolarità costruttiva e il loro inconfondibile timbro. Vennero utilizzati da molti artisti di livello internazionale. Il 1º settembre 2005 Propellerhead Software annunciava l'apertura del Rebirth Museum per ricalcare le gloriose orme di questi devices e commemorarne la loro storia. Dal 2015 Rebirth RB-338 è commercializzato per iPad. Il 15 giugno 2017 viene annunciata la decisione di interrompere Rebirth per iPad in seguito ad una dichiarazione della Roland per violazione diritti di proprietà intellettuale.